# Joan Roig i Soler
|  | Per a l'escultor autor de la Dama del paraigua vegeu «Joan Roig i Solé» |

Joan Roig i Soler (Barcelona, 18 de gener de 1852- 8 de febrer de 1909) fou un pintor català, deixeble de Modest Urgell. No s'ha de confondre amb l'escultor Joan Roig i Solé.
Fill de Joan Roig i Sagarra i Dolors Soler i Rodés tots naturals de Sitges -vila on naixeren els dos fills comuns amb Josefa Raventós, Emerencià Roig i Raventós i Josep Roig i Raventós-, hi inicià, amb Arcadi Mas i Fondevila, la informal Escola luminista de Sitges. Paisatgista destacat, pintà també a Blanes, Tossa de Mar, Cadaqués, Moià, Camprodon, Barcelona, Mallorca, Badalona, etc. dins un estil emparentat amb l'impressionisme que precedí el Modernisme de Santiago Rusiñol i Ramon Casas, que contactaren amb Sitges gràcies a ell. A part de Barcelona exposà també a Madrid, Saragossa, París, etc.
Deixà una interessant llibreta en la qual apuntava curosament els quadres que venia, el preu i la persona o entitat que els adquiria, manuscrit que es conserva a la Biblioteca de Catalunya (Ms. 3023) i que fou publicat al Butlletí de la Reial Acadèmia de Belles Arts de Sant Jordi.

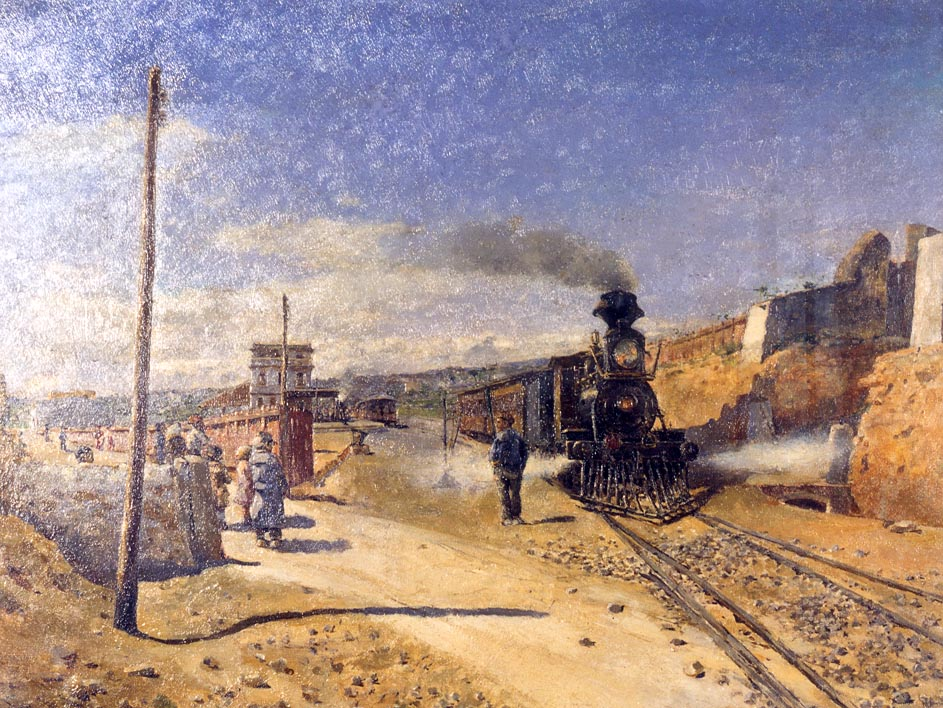
Estació de ferrocarril, 1882. Col·lecció Art de la Vila de Sitges

Hi ha obra seva a diverses col·leccions reials europees.
Als museus catalans, es pot trobar obra seva al Museu de Maricel, al Cau Ferrat, a la Biblioteca-Museu Víctor Balaguer, al Museu de Montserrat, al Museu Marítim de Barcelona, al Museu de l'Empordà, al Museu de Badalona, al Museu Municipal de Tossa de Mar i al Vinseum.

## Obres destacades
- Carrer (Roig Soler)
- Rentadores